# 友川まり
友川 まり（ともかわ まり、1969年8月4日 - ）は、日本の女性声優。福岡県出身。賢プロダクション所属。賢プロダクション所属の声優による絵本の読み聞かせをする「けんけんぱーく」のメンバーである。スマイリングホスピタルジャパン所属。オンライン声優養成所・SPOT講師。8Dこども教室アシスタント講師。8Dこども教室では平沢 ゆかり（ひらさわ ゆかり）名義。

## 略歴
国立音楽大学音楽学部教育1類卒業。アミューズメントメディア総合学院声優タレント研究科卒業。
大学在学中にバンド、ドラマ出演などタレントとして活動していた。その後は芸能事務所のマネージャとなる。退社し作曲家を目指しながら、音盤制作会社のディレクターとしてアーティストや声優のCD制作、CM制作に携わる。妊娠を期に退社後、声優養成所に通い、賢プロダクションに所属。

## 人物
特技は小倉弁、作曲、声楽、ピアノ。趣味はケーキ作り、読書（推理小説）。免許は中学、高校教員免許（音楽）。
既婚者。三児の母親である。

## 出演

### テレビアニメ
- ハローキティ（フィーフィーのママ 、ティッピー 、やぎのおばあさん）
- カウボーイビバップ（1998年、レポーター）
- デビルマンレディー（1998年、アナウンス、女性アナウンサー、女性1、アナウンサー）
- 星界の紋章（1999年、ユーンセリュア、レポーター）
- 名探偵コナン（1999年 - 2006年、朱稀、乗客B、女性、捜査官、アナウンス、鑑識、目撃者）
- モンチッチ（2005年、チャム）
- ブラック・ジャック（2006年、同級生、母親、TVアナウンサー）

### OVA
- 青山剛昌短編集（1999年、係員）

### ゲーム
- ルームメイトノベル 〜佐藤由香〜（2000年、佐藤由香）
- Microsoft Flight Simulator X（2006年）

### 吹き替え

#### 映画
- キープ・クール
- スパルタの興亡（ジェニファー）
- セカンド・トゥ・スペア-（アナウンス、コンピューター）
- フルメタルポイント

#### ドラマ
- L.A.大捜査線 マーシャル・ロー（男の子、女）
- グローバルガッツ
- ザ・ホワイトハウス（エマ）
- フェリシティの青春（レスリー）
- ボーイ・ミーツ・ワールド（ベス）
- レジェンズ

#### アニメ
- 学園パトロール フィルモア

### ナレーション
- 親子で話そう！楽しい英語
- たのしいプラレールDVD2009（ライちゃん）
- トーマスとなかまたち
- トミカプラレールDVD2010（ガイドさん）
- トミカプラレールビデオ2004 - 2008（ライちゃん）
- トミカトーマスビデオ2004 - 2008
- トミカプラレール「めばえ付録用ビデオ」
- トミカプラレール「ファステェック360S」

### ボイスオーバー
- あったか生活!秘伝!カテイの魔法
- 命懸けの任務
- 奇跡の扉 TVのチカラ
- サンタクロース伝説
- 世界最新レポート
- ナショナル ジオグラフィック
- マーサ・スチュワート（キャサリン）
- 峰竜太のホンの昼メシ前（女子中学生）

### CM
- 崎陽軒シュウマイ年賀状
- JA埼玉
- 東京平安閣
- 野村トーイ
- ノンジョリ
- 野村トーイ
- 阪急トラベルサービス
- マツダアンフィニ

### ラジオ
- 自由が丘まちかど情報局（パーソナリティー）
- ラジオワンダーボックス（パーソナリティー）

### CD
- ラング世界童話全集より
  - 「花さく島の女王」（2018年）
  - 「リュート弾き」（2019年）